# جرج مک‌دونالد
جرج مک‌دونالد (به انگلیسی: George MacDonald) (زاده ۱۰ دسامبر ۱۸۲۴ - درگذشته ۱۸ سپتامبر ۱۹۰۵) نویسنده، شاعر و خطیب اسکاتلندی بود.
او به‌طور مشخص برای افسانه‌های پریان و رمانهای تخیلی شناخته شده‌است. جرج مک دونالد منشأ الهام بسیاری از نویسنده‌ها از جمله ویستن هیو آودن، جان رونالد روئل تالکین، سی. اس. لوئیس، ادیت نسبیت و مَدِلین اِلینگل بود.
حتی مارک توین، که در ابتدا از او خوشش نمی آمد، با او دوست شد و شواهدی نشان می‌دهد توین از مک دونالد تأثیر هم پذیرفته است.